# Caress of Steel
A Caress of Steel a kanadai Rush együttes harmadik nagylemeze, amely 1975-ben jelent meg a Mercury Records kiadásában. Ez a zenekar első progresszív rock albuma, rajta a tizenkét és fél perc hosszú The Necromancer, és az eredeti bakelit kiadáson a teljes második oldalt kitevő, húszperces, The Fountain of Lamneth című opuszokkal. Ahogy korábban, most is Terry Brown hangmérnök-producerrel dolgozott az együttes.
A várakozásokkal ellentétben a Caress of Steel album nem hozta meg a Rush számára az áttörést. A Billboard lemezeladási listáján csak a 148. helyig jutott az album, és rövid idő alatt eltűnt a listáról. Az albumból kevesebb fogyott, mint bármelyik korábbi lemezükből, és az év végéig tartó turné anyagilag is ellehetetlenítette a zenekart. A rossz előjelek ellenére a következő lemezükkel, a 2112 címet viselő albummal végre sikert arattak.
A Caress of Steel 1993 decemberében érte el az aranylemezt jelentő félmillió eladott példányt az Egyesült Államokban. CD-n először 1987-ben jelent meg a lemez, majd 1997-ben a Rush Remasters sorozatban digitálisan feljavított hangzással adták ki újra az albumot.
A lemez borítója eredetileg ezüstös árnyalatú lett volna, de nyomdai hiba miatt rézszínű lett a kép.

## Az album dalai
1. Bastille Day – 4:37
2. I Think I'm Going Bald – 3:37
3. Lakeside Park – 4:08
4. The Necromancer – 12:30
  - I. Into the Darkness
  - II. Under the Shadow
  - III. Return of the Prince
5. The Fountain of Lamneth – 19:59
  - I. In the Valley
  - II. Didacts and Narpets
  - III. No One at the Bridge
  - IV. Panacea
  - V. Bacchus Plateau
  - VI. The Fountain

## Közreműködők
- Geddy Lee – ének, basszusgitár
- Alex Lifeson – elektromos gitár, 6 és 12-húros akusztikus gitár, klasszikus gitár, steel gitár
- Neil Peart – ütőhangszerek